# Mel McCants
Melvin Lamont "Mel" McCants (Chicago, Illinois, 19 de agosto de 1967) es un exjugador de baloncesto estadounidense nacionalizado belga, que jugó una temporada en la NBA, otra en la CBA, desarrollando el resto de su larga carrera en la liga belga. Con 2,03 metros de estatura, lo hacía en la posición de ala-pívot.

## Trayectoria deportiva

### Universidad
Jugó durante cuatro temporadas con los Boilermakers de la Universidad de Purdue, en las que promedió 12,4 puntos y 5,2 rebotes por partido. En su temporada júnior fue incluido en el tercer mejor quinteto de la Big Ten Conference.

### Profesional
Tras no ser elegido en el Draft de la NBA de 1989, fichó al poco tiempo por Los Angeles Lakers, con los que disputó 13 partidos, en los que promedió 1,7 puntos.
Al año siguiente fichó en pretemporada por Charlotte Hornets, pero fue cortado antes del comienzo de la competición, jugando el resto del año en los Sioux Falls Skyforce de la CBA. En 1993 se marchó a jugar a la liga belga, donde pasó 15 temporadas en diferentes equipos de aquel país.

## Estadísticas de su carrera en la NBA

### Temporada regular
| Temporada | Edad | Equipo             | Liga | Pos. | P  | TIT | MIN | TC  | TCA | %TC  | 3P  | 3PA | %3P | 2P  | 2PA | %2P  | TL  | TLA | %TL  | R.OF. | R.DEF. | REB | ASIS | ROB | TAP | PER | FP  | PTS |
| 1989-90   | 22   | Los Angeles Lakers | NBA  | SF   | 13 | 0   | 5.0 | 0.6 | 2.0 | .308 | 0.0 | 0.0 |     | 0.6 | 2.0 | .308 | 0.5 | 0.6 | .750 | 0.1   | 0.4    | 0.5 | 0.2  | 0.2 | 0.1 | 0.1 | 0.8 | 1.7 |
| Total     |      |                    | NBA  |      | 13 | 0   | 5.0 | 0.6 | 2.0 | .308 | 0.0 | 0.0 |     | 0.6 | 2.0 | .308 | 0.5 | 0.6 | .750 | 0.1   | 0.4    | 0.5 | 0.2  | 0.2 | 0.1 | 0.1 | 0.8 | 1.7 |

### Playoffs
| Temporada | Edad | Equipo             | Liga | Pos. | P | TIT | MIN | TC  | TCA | %TC | 3P  | 3PA | %3P | 2P  | 2PA | %2P | TL  | TLA | %TL | R.OF. | R.DEF. | REB | ASIS | ROB | TAP | PER | FP  | PTS |
| 1989-90   | 22   | Los Angeles Lakers | NBA  | SF   | 2 | 0   | 2.5 | 0.0 | 0.0 |     | 0.0 | 0.0 |     | 0.0 | 0.0 |     | 0.0 | 0.0 |     | 0.0   | 0.0    | 0.0 | 0.0  | 0.0 | 0.0 | 0.0 | 0.5 | 0.0 |
| Total     |      |                    | NBA  |      | 2 | 0   | 2.5 | 0.0 | 0.0 |     | 0.0 | 0.0 |     | 0.0 | 0.0 |     | 0.0 | 0.0 |     | 0.0   | 0.0    | 0.0 | 0.0  | 0.0 | 0.0 | 0.0 | 0.5 | 0.0 |